# Kid Gavilán
Kid Gavilán (* 6. Januar 1926 in Berrocal, Camagüey als Gerardo González; † 13. Februar 2003 in Miami) war ein kubanischer Boxer.

## Profikarriere
Seinen Namen erhielt er von seinem Manager Fernando Balido, der ein Café namens „El Gavilán“ (Der Sperber) besaß. Kid Gavilán begann seine Karriere 1943 im Federgewicht, kämpfte ab 1946 aber nur noch im Weltergewicht. Er trat ins Rampenlicht, als er Tommy Bell schlug und nach einer Niederlage im ersten Duell zweimal den Leichtgewichtsweltmeister Ike Williams besiegen konnte.
Er durfte am 11. Juli 1949 den Weltmeister Sugar Ray Robinson herausfordern, der ihn schon in einem Nichttitelkampf nach Punkten besiegt hatte, war aber wieder chancenlos.
Als Robinson, der im Weltergewicht nahezu unschlagbar war, ins Mittelgewicht aufrückte und Johnny Bratton den vakanten NBA-Titel errang, konnte Kid Gavilán diesen am 18. Mai 1951 nach Punkten schlagen. Unumstrittener Weltmeister wurde er am 2. Februar 1952 durch einen vorzeitigen Sieg gegen Bobby Dykes.
Er verteidigte den Titel in den nächsten Jahren gegen den schlagstarken Gil Turner, Billy Graham, Chuck Davey, Carmen Basilio und Bratton.
Er schlug in seiner Karriere außerdem Rocky Castellani, Beau Jack, Tony Janiro, Joe Miceli, Ralph Jones, gewann dreimal und verlor einmal gegen Billy Graham. In einer als Fehlurteil empfundenen Wertung verlor er am 2. April 1954 seinen Titel an Carl „Bobo“ Olson. Im Oktober 1954 kämpfte er gegen Johnny Saxton noch ein letztes Mal um die Weltmeisterschaft, verlor aber nach Punkten. Er boxte noch weiter bis 1958, aber seine große Zeit war nach seiner Niederlage gegen Saxon vorbei.
1990 fand Kid Gavilán Aufnahme in die International Boxing Hall of Fame.